# Agelia
Agelia es un género de escarabajos de la familia Buprestidae.

## Especies
- Agelia burmensis Gussmann, 2002
- Agelia chalybea (Wiedemann, 1823)
- Agelia fasciata (Gory, 1840)
- Agelia limbata (Wiedemann, 1823)
- Agelia lordi (Walker, 1871)
- Agelia obtusicollis Fairmaire, 1884
- Agelia pectinicornis (Laporte & Gory, 1835)
- Agelia petelii (Gory, 1840)
- Agelia theryi Hoscheck, 1925